# Grab (Trebinje)
Pour les articles homonymes, voir Grab.
Grab (en serbe cyrillique : Граб) est un village de Bosnie-Herzégovine. Il est situé sur le territoire de la ville de Trebinje et dans la république serbe de Bosnie. Selon les premiers résultats du recensement bosnien de 2013, il compte 86 habitants.

## Géographie
Le village est situé à la frontière entre la Bosnie-Herzégovine et la Croatie. Il est entouré par les localités suivantes :
|        | Orašje Zubci                                       |                   |
| Ograde | Grab                                               | Ubla Podštirovnik |
|        | Dunave Dubravka (municipalité de Konavle, Croatie) |                   |

## Histoire
Dans le village, l'église de la Sainte-Parascève est inscrite sur la liste provisoire des monuments nationaux de Bosnie-Herzégovine.

## Démographie

### Évolution historique de la population dans la localité
| 1948 | 1953 | 1961 | 1971 | 1981 | 1991 | 2013 |
| ---- | ---- | ---- | ---- | ---- | ---- | ---- |
| -    | -    | 254  | 221  | 190  | 135  | 86   |

|  |

### Répartition de la population par nationalités (1991)
En 1991, les 135 habitants du village étaient tous serbes.